# Башня Мань
Башня Мань, Тур-Мань (фр. Tour Magne, «большая башня») — памятник галло-римской архитектуры, расположенный в городе Ним, в садах Фонтанов, на холме Мон-Кавалье. С 1840 года входит в число исторических памятников Франции.
Первоначальное сооружение датируется концом III века до н. э. (т.е. ещё доримской эпохой); его высота достигала 18 м. Во времена римского владычества Башня Мань стала частью крепостных стен , а её высота достигла 36 м (в настоящее время, из-за постепенного обрушения башни внутрь, — 32,5 м). Восьмиугольное основание башни, построенное ещё галлами, сложено, по-видимому, из местного известняка. Кверху башня сужается; к платформе, с которой открывается вид на город и его окрестности, ведёт винтовая лестница. Римляне пользовались несохранившейся рампой, поднимаясь на вершину по внешней стороне башни.
Первоначальное предназначение Тур-Мань неясно. Различные гипотезы приписывают ей функции дозорной вышки, мавзолея, памятника римскому завоеванию Галлии. В 16 или 15 году до н. э. она стала частью сети городских укреплений, возведённых по распоряжению Августа, и остаётся их единственным сохранившимся фрагментом. В Средние века башня Мань сохранила оборонное значение — в частности, использовалась во время Столетней войны для защиты города от англичан. Во время религиозных войн она стала частью небольшой крепости, разрушенной в 1629 году.
В 1601 году местный садовник, вычитав в пророчествах Нострадамуса сведения о кладе, зарытом под башней, добился у короля Генриха IV разрешения провести раскопки. В результате безуспешных поисков сокровища была уничтожена самая древняя часть башни, а сама она была полностью опустошена и частично обрушилась, потеряв несколько метров высоты. В 1832 — 1853 годах на башне была установлена система оптического телеграфа.

## В культуре
Башня Мань хорошо известна благодаря шуточному панториму (стихотворению, в котором все строки совпадают по звучанию), сочинённому Марком Моннье (часто неверно приписывается Гюго):
Gall, amant de la Reine, alla, tour magnanime,
Galamment de l'arène à la tour Magne, à Nîmes.
(Галл, возлюбленный Царицы, любезно прошёл, добродушный парень, от арен до башни Мань в Ниме).